# لويس ريشار (رياضياتي)
لوي ريشار (بالفرنسية: Louis Richard)‏ (و. 1795 – 1849 م) هو رياضياتي فرنسي، ولد في رين، توفي في باريس، عن عمر يناهز 54 عاماً.